# 潟永秀一郎
潟永 秀一郎（がたなが しゅういちろう、1961年 - ）は日本のジャーナリスト。サンデー毎日・元編集長。

## 経歴
鹿児島県鹿児島市にて1961年に出生。鹿児島県立甲南高等学校を卒業して青山学院大学文学部英米文学科中退。
毎日新聞社へ1985年に入社して記者になる。筑豊支局、鹿児島支局、長崎支局、西部本社報道部、東京本社生活家庭部などを経て、2008年4月に福岡本部報道部副部長に就任。2012年4月1日付にて、サンデー毎日編集長に就任し、2012年4月10日号から担当。2015年10月1日付け人事にて毎日新聞出版営業本部長兼雑誌本部長に就任。また、東京本社編集委員も兼任。

## 出演番組

### テレビ
- 今日感テレビ（RKB毎日放送）
- 朝ズバッ!（TBS）

### ラジオ
- 早田紀子のキラッとモーニング（長崎放送）- 2013年3月25日まで
- 中西一清スタミナラジオ（RKBラジオ）
- ニュース新発見 インサイト（RKBラジオ）